# Малайская школьная форма

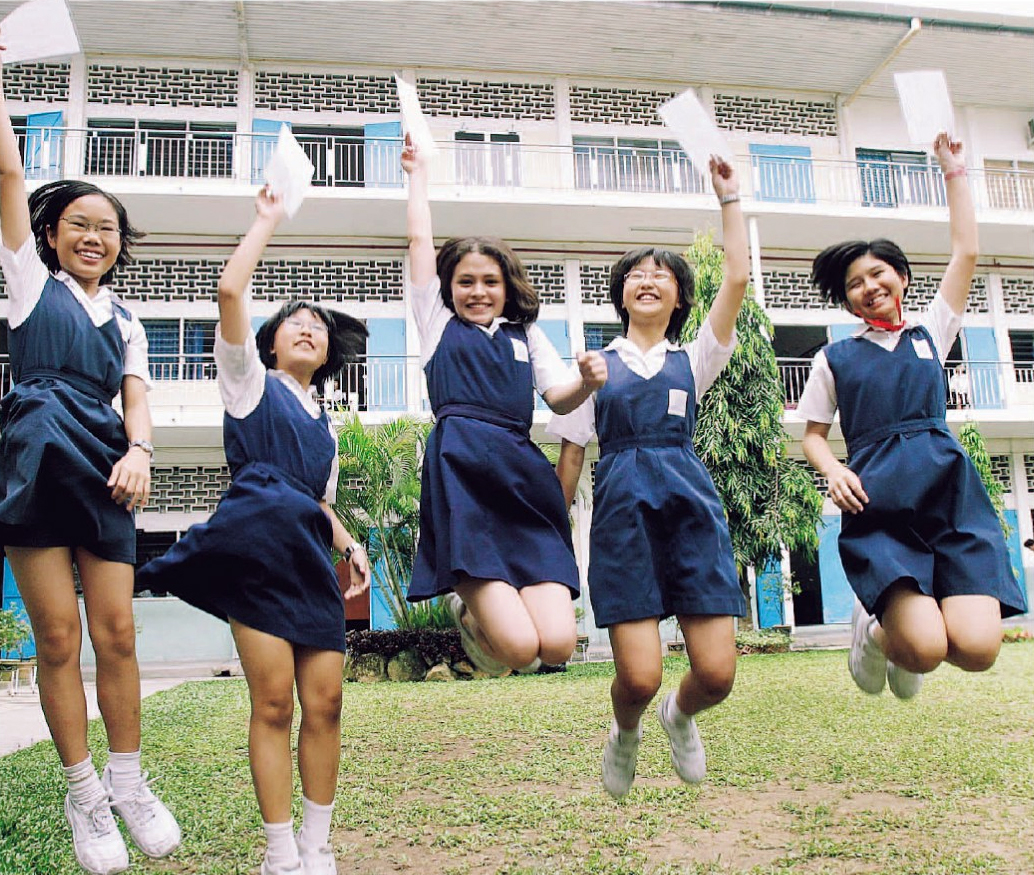
Малайские девочки из начальных классов

Малайская школьная форма — повседневная форма одежды для учеников школ Малайзии.

## История
Школьная форма в современной Малайзии была введена в конце XIX столетия во время британского колониального периода, но её существующий дизайн был стандартизирован, начиная с 1 января 1970 года. Сегодня школьная форма почти одинакова как в государственных, так и в частных школах/

## Описание
Малайские девочки в начальных классах носят белую блузку и тёмно-синий передник или белую длинную тунику (baju kurung), спадающую по длинной тёмно-синей юбке. Мальчики — белую рубашку и тёмно-синие шорты или брюки.
В классах средней школы мальчики носят белую рубашку и оливково-зелёные шорты или брюки; в 6 классе — брюки белого цвета. Девочки с первого по пятый класс носят бирюзовый передник по белой блузке; с 6 класса — бирюзовую юбку с белой блузкой или белую тунику (baju kurung) по длинной бирюзовой юбке.
С вышеупомянутой формой школьники обязаны носить белые носки и белую обувь. По причинам скромности также большинство школ требуют от учениц, носящих туники (baju kurung), надевать под них лифчик соответствующего цвета
В дополнение к школьной форме, учебное заведение обычно имеет свой собственный отличительный знак, который, как правило, пришивают к левой стороне груди или делают аппликацию. Некоторые школы также требуют, чтобы студенты в дополнение к школьной эмблеме вышили своё имя. Школьники старших классов, как правило, должны носить определённый школой галстук, кроме учениц, которые носят туники (baju kurung).
Малайские девочки-мусульманки склонны носить тунику (baju kurung), большинство из них в классах средней школы также покрывают голову белым тудунгом (малайзийская версия мусульманской косынки или хиджаба) по религиозным соображениям. Девочки-немусульманки, как правило, носят передник, но некоторые — и тунику (baju kurung).
Мальчики из мусульманских семей по пятницам могут приходить в школу в «Baju Melayu», часто сопровождаемым шляпой сонгкок, для того, чтобы на обеденном перерыве зайти в мечеть для молитвы.
Девочки, которые предпочитают носить передник, особенно в школах совместного обучения, также обычно носят под передником шорты, чтобы обеспечить себе свободу движения, поскольку юбка передника покрывает ноги лишь до колена. Те, кто носит тунику (baju kurung) и длинную юбку, не имеют в том нужды.
Галстуки часто носят старосты класса, библиотекари и другие учащиеся, назначенные на школьные должности. В некоторых школах галстуки являются стандартными для всех, но даже в этом случае галстуки на уроках не носят, их надевают лишь во время особых школьных мероприятий, поскольку наличие галстука в тропическом климате представляет неудобство.
Причёске школьников также уделяется пристальное внимание вплоть до Министерства просвещения: запрещается окрашивать волосы. Допустимая максимальная длина волос для мальчиков должна быть несколькими сантиметрами выше воротника, бакенбарды не позволены. Нарушители этого правила нередко наказываются палками, а некоторые школы предлагают альтернативу — принудительную стрижку в самой школе. В наиболее строгих школах запрещается использование лака для укладки волос. Девочки с длинными волосами должны их подвязать должным образом, часто в «конский хвост». Некоторые школы регламентируют цвет и тип украшений для волос, которые могут использоваться. Некоторые запрещают девочкам делать короткие стрижки. Исключается использование косметики.
Школы обычно тщательно придерживаются установленного кодекса школьной формы, проводятся регулярные проверки со стороны учителей и префектов. Школьники, не соблюдающие кодекс, могут быть предупреждены, получить штрафные очки, быть публично наказаны тростью или отправлены домой.